# Francis Cann
Francis Cann (Tema, 6 febbraio 1998) è un calciatore ghanese, attaccante del Consadole Sapporo.

## Caratteristiche tecniche
È un'ala sinistra.

## Carriera
Approda in Europa nel 2017 acquistato dal Vizela; il 17 settembre debutta in occasione dell'incontro del Campeonato de Portugal pareggiato 0-0 contro il Vilaverdense.

## Statistiche

### Presenze e reti nei club
Statistiche aggiornate al 31 luglio 2021.
| Stagione        | Squadra             | Campionato      | Campionato | Campionato | Coppe nazionali | Coppe nazionali | Coppe nazionali | Coppe continentali | Coppe continentali | Coppe continentali | Altre coppe | Altre coppe | Altre coppe | Totale | Totale |
| Stagione        | Squadra             | Comp            | Pres       | Reti       | Comp            | Pres            | Reti            | Comp               | Pres               | Reti               | Comp        | Pres        | Reti        | Pres   | Reti   |
| --------------- | ------------------- | --------------- | ---------- | ---------- | --------------- | --------------- | --------------- | ------------------ | ------------------ | ------------------ | ----------- | ----------- | ----------- | ------ | ------ |
| 2017-2018       | Vizela              | CdP             | 16         | 0          | CP              | 1               | 0               |                    | -                  | -                  |             | -           | -           | 17     | 0      |
| 2018-2019       | Vitória Guimarães B | LdH             | 0          | 0          |                 | -               | -               |                    | -                  | -                  |             | -           | -           | 0      | 0      |
| 2019-2020       | Vizela              | CdP             | 19         | 1          | CP              | 1               | 0               |                    | -                  | -                  |             | -           | -           | 20     | 1      |
| 2020-2021       | Vizela              | LdH             | 30         | 5          | CP              | 1               | 0               |                    | -                  | -                  |             | -           | -           | 31     | 5      |
| 2021-2022       | Vizela              | PL              | 4          | 0          | CP+CdL          | 0+1             | 0               |                    | -                  | -                  |             | -           | -           | 5      | 0      |
| Totale carriera | Totale carriera     | Totale carriera | 69         | 6          |                 | 4               | 0               |                    | -                  | -                  |             | -           | -           | 73     | 6      |